# Liste des interstates au Michigan
Les Interstates au Michigan font partie du réseau des autoroutes inter-états et sont entretenues par le Michigan Department of Transportation (MDOT). Elles parcourent près de 1 238 miles (1 993 km) et sont au nombre de quatre autoroutes principales et neuf autoroutes auxiliaires. 

## Autoroutes principales
| Numéro | Longueur (mi) | Longueur (km) | Terminus sud / ouest                                    | Terminus nord / est                                               | Créée | Notes                                                                                            |
| ------ | ------------- | ------------- | ------------------------------------------------------- | ----------------------------------------------------------------- | ----- | ------------------------------------------------------------------------------------------------ |
| I-69   | 202,32        | 325,60        | I-69 à la frontière de l'Indiana à Kinderhook Township  | Autoroute 402 à la frontière canadienne à Port Huron              | 1967  |                                                                                                  |
| I-75   | 395,92        | 637,17        | I-75 à la frontière de l'Ohio à Erie Township           | Pont international à la frontière canadienne à Sault Sainte-Marie | 1959  | L'I-75 est la seule route reliant la péninsule supérieure du Michigan à la portion sud de l'état |
| I-94   | 275,40        | 443,21        | I-94 à la frontière de l'Indiana à New Buffalo Township | Autoroute 402 à la frontière canadienne à Port Huron              | 1959  |                                                                                                  |
| I-96   | 192,03        | 309,05        | US 31 à Norton Shores                                   | I-75 à Détroit                                                    | 1959  |                                                                                                  |
|        |               |               |                                                         |                                                                   |       |                                                                                                  |

## Autoroutes auxiliaires
| Numéro | Longueur (mi) | Longueur (km) | Terminus sud / ouest                | Terminus nord / est                  | Créée | Notes |
| ------ | ------------- | ------------- | ----------------------------------- | ------------------------------------ | ----- | ----- |
| I-194  | 3,37          | 5,43          | I-94 / M-66 à Battle Creek          | M-66 à Battle Creek                  | 1961  |       |
| I-196  | 80,63         | 129,76        | I-94 / US 31 près de Benton Harbor  | I-96 / M-37 à Grand Rapids           | 1963  |       |
| I-275  | 35,03         | 56,37         | I-75 près de Newport                | I-96 / I-696 / M-5 à Novi            | 1974  |       |
| I-296  | 3,19          | 5,13          | I-196 / US 131 à Grand Rapids       | I-96 à Walker                        | 1962  |       |
| I-375  | 1,15          | 1,85          | BS I-375 à Détroit                  | I-75 à Détroit                       | 1964  |       |
| I-475  | 16,87         | 27,14         | I-75 à Grand Blanc Township         | I-75 / US 23 à Mount Morris Township | 1973  |       |
| I-496  | 11,48         | 18,48         | I-69 / I-96 à Delta Township        | I-96 / US 127 à Delhi Township       | 1963  |       |
| I-675  | 7,93          | 12,76         | I-75 / US 23 à Buena Vista Township | I-75 / US 23 à Zilwaukee Township    | 1971  |       |
| I-696  | 28,37         | 45,65         | I-96 / I-275 / M-5 à Novi           | I-94 à Saint Clair Shores            | 1963  |       |
|        |               |               |                                     |                                      |       |       |